# Bedworth
Bedworth is een plaats in het bestuurlijke gebied Nuneaton and Bedworth, in het Engelse graafschap Warwickshire. De plaats telt 32.268 inwoners.

## Geboren in Bedworth
- Nick Skelton (30 december 1957), springruiter

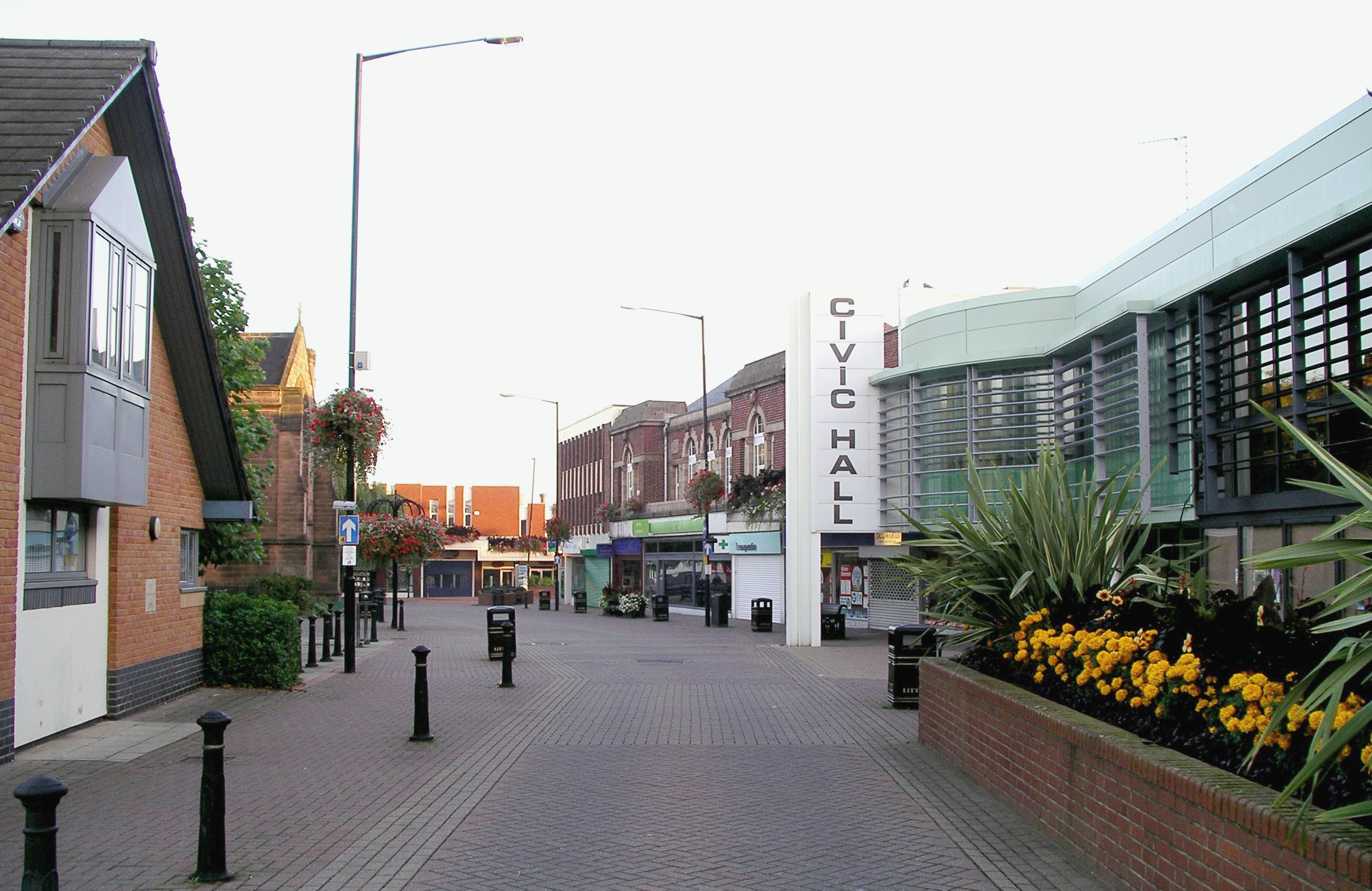
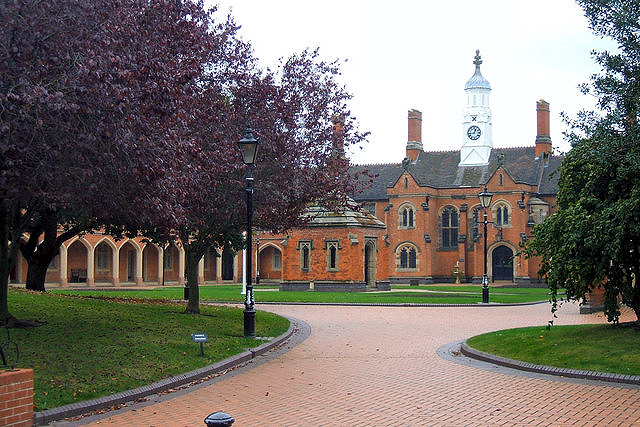
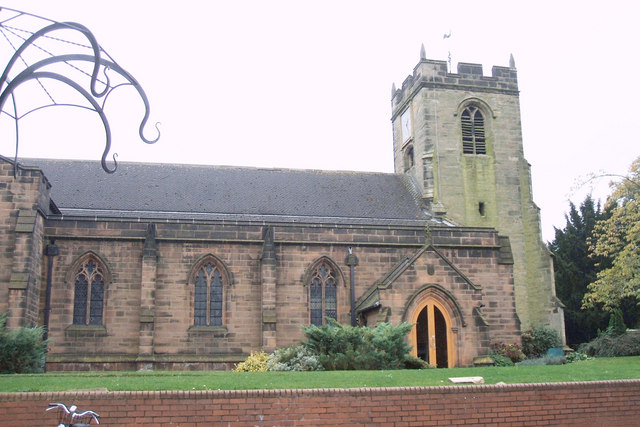
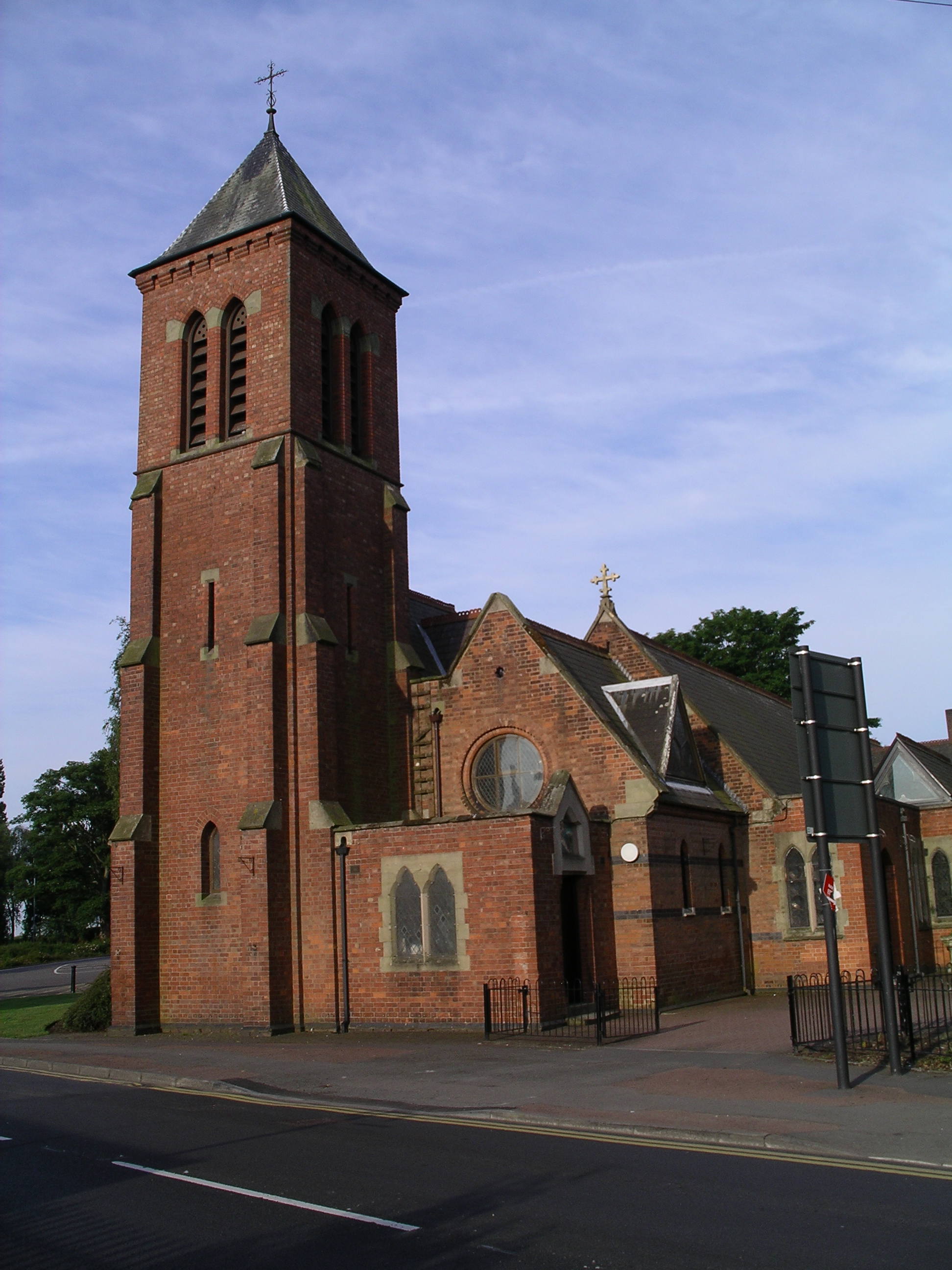
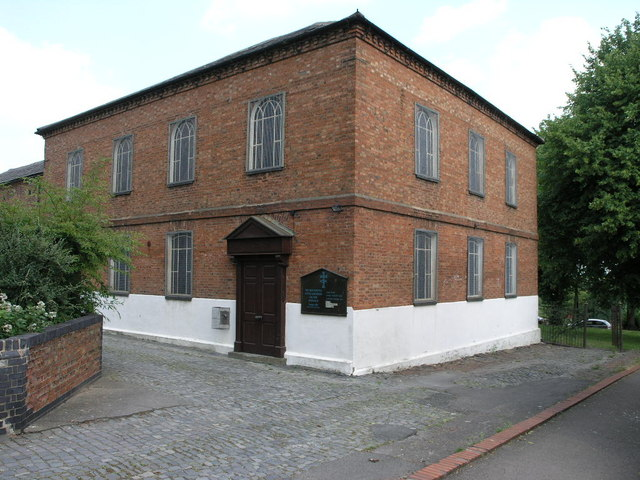